# Rejosari (Belitang Jaya)
Rejosari is een bestuurslaag in het regentschap Ogan Komering Ulu van de provincie Zuid-Sumatra, Indonesië. Rejosari telt 1506 inwoners (volkstelling 2010).